# 鄉村俱樂部 (佛羅里達州)
鄉村俱樂部（英語：Country Club）是位於美國佛羅里達州邁阿密-戴德縣的一個人口普查指定地區。

## 地理
鄉村俱樂部的座標為25°56′21″N 80°18′40″W / 25.93917°N 80.31111°W，而該地最高點為海拔高度1米（即3英尺）。

## 人口
根據2010年美國人口普查的數據，鄉村俱樂部的面積為11.70平方千米，當中陸地面積為11.20平方千米，而水域面積為0.50平方千米。當地共有人口36310人，而人口密度為每平方千米3,103人。